# 马西 (帕多瓦省)
马西（義大利語：Masi）是意大利威尼托大区帕多瓦省的市镇。面积为13.77平方公里，2021年人口数量为1,746人。